# Жермен, Сильви
Сильви́ Жерме́н (фр. Sylvie Germain; р. 8 января 1954, Шатору) — французская писательница.
Родилась в семье субпрефекта и в детстве часто переезжала из города в город в связи с новым назначениями отца. В 1976 году получила степень магистра философии в Сорбонне, в 1978 году поступила в Университет Западный Париж — Нантер-ля-Дефанс, где изучала философию и эстетику и получила докторскую степень в 1981 году. Её работа в это время фокусировалась на изучении аскетизма в христианской мистике.
С 1981 по 1986 год работала в Министерстве культуры Франции, в 1985 году опубликовала свой первый роман, Le Livre des Nuits, который выиграл шесть литературных премий во Франции. В 1987 году уехала из Парижа в Прагу, где до 1993 года преподавала философию во Французской школе и продолжала заниматься литературой: её второй роман Jours de Colère, опубликованный в 1989 году, принёс ей Премию Фемина. В 1993 году вернулась во Францию с 1994 года решила заниматься только литературным трудом. За роман 2005 года Magnus получила Гонкуровскую премию des Lycéens. Многие её произведения были переведены на английский язык. 24 января 2013 года стала кандидатом в члены Французской академии.
Член Королевской академии французского языка и литературы Бельгии.